# Muqur (huyện), Ghazni
Muqur là một huyện thuộc tỉnh Ghazni, Afghanistan. Dân số thời điểm năm 1999 là 36,472 người.